# Oberlangenbach
Oberlangenbach ist eine Hofschaft in Remscheid in Nordrhein-Westfalen (Deutschland).

## Lage und Verkehrsanbindung
Oberlangenbach liegt im südöstlichen Remscheid im statistischen Stadtteil Bergisch Born Ost des Stadtbezirks Lennep nahe dem größeren Ortsteil Bergisch Born auf einer Anhöhe zwischen den Bachläufen Oberlangenbach und Langenbach. Weitere Nachbarorte sind Jägerhaus, Bornefeld,  Bergerhöhe, Heydt, Engelsburg, Forsten, Langenbusch und direkt benachbart Niederlangenbach.

## Geschichte
Die Karte Topographia Ducatus Montani aus dem Jahre 1715 zeigt den Hof als o.Langenbeck. Im 18. Jahrhundert gehörte der Ort zum bergischen Amt Bornefeld-Hückeswagen. 

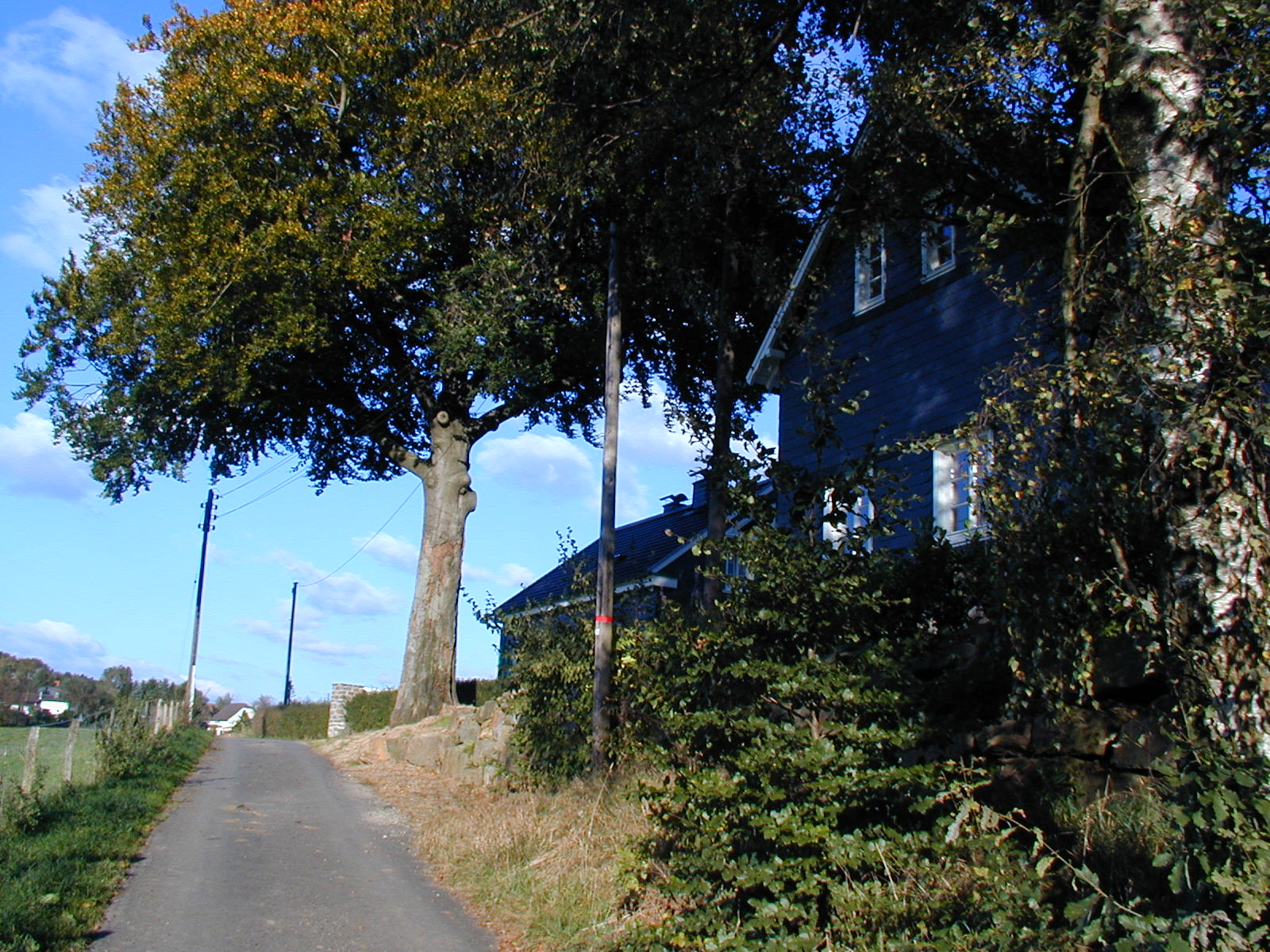
In Oberlangenbach

1832 gehörte Oberlangenbach der Lüdorfer Honschaft an, die ein Teil der Hückeswagener Außenbürgerschaft innerhalb der Bürgermeisterei Hückeswagen war. Die Statistik und Topographie des Regierungsbezirks Düsseldorf unterscheidet nicht zwischen Ober- und Niederlangenbach und gibt zu dieser Zeit für Langenbeck zwei Wohnhäuser und drei landwirtschaftliche Gebäude an. 1815/16 lebten 15 Einwohner im Ort; für 1832 werden 16 angegeben, allesamt evangelischen Glaubens. Es bleibt dabei aber unklar, ob mit diesem Zahlen Oberlangenbach, Niederlangenbach oder beide zusammen gemeint sind
Im Gemeindelexikon für die Provinz Rheinland werden 1885 für Oberlangenbach zwei Wohnhäuser mit 14 Einwohnern angegeben. Der Ort gehörte zu dieser Zeit zur Landgemeinde Neuhückeswagen innerhalb des Kreises Lennep. 1895 besitzt der Ort zwei Wohnhäuser mit 17 Einwohnern, 1905 zwei Wohnhäuser und 21 Einwohner.
Im Zuge der nordrhein-westfälischen Kommunalgebietsreform (§21 Düsseldorf-Gesetz) wurde am 1. Januar 1975 der östliche Bereich um Bergisch Born mit dem Hof Oberlangenbach aus der Stadt Hückeswagen herausgelöst und in die Stadt Remscheid eingegliedert.